# Orculella cretioreina
Orculella cretioreina is een slakkensoort uit de familie van de Orculidae. De soort is endemisch op Kreta in Griekenland.
De wetenschappelijke naam Orculella cretioreina is voor het eerst geldig gepubliceerd in 2004 door Gittenberger & Hausdorf.